# Plecia membranifera
Plecia membranifera är en tvåvingeart som beskrevs av Hardy och Takahashi 1960. Plecia membranifera ingår i släktet Plecia och familjen hårmyggor. Inga underarter finns listade i Catalogue of Life.